# Bussdown
Bussdown è un singolo del rapper statunitense Blueface, pubblicato il 4 luglio 2019.
Il brano vede la collaborazione di Offset.

## Tracce
1. Bussdown – 3:02